# Conus visagenus
Conus visagenus é uma espécie de gastrópode do gênero Conus, pertencente a família Conidae.